# Cássio José de Abreu Oliveira
Cássio José de Abreu Oliveira (Rio de Janeiro, 8 gennaio 1980) è un ex calciatore brasiliano, di ruolo difensore.

## Palmarès

### Giocatore

#### Competizioni nazionali
- Copa dos Campeões: 1

Flamengo: 2001
- FFA Cup: 1

Adelaide Utd: 2014

#### Competizioni statali
- Campionato Carioca: 2

Flamengo: 2000, 2001
- Taça Guanabara: 1

Flamengo: 2001
- Taça Rio: 1

Flamengo: 2000
- Campionato Gaúcho: 1

Internacional: 2002
- Campionato Brasiliense: 1

Brasiliense: 2005
- Campionato Goiano: 1

Atl. Goianiense: 2007